# Nacionalno svetište sv. Josipa
Nacionalno svetište sv. Josipa je hrvatsko katoličko svetište posvećeno sv. Josipu u Karlovcu. Hrvatski biskupi proglasili su ga Nacionalnim svetištem svetog Josipa Crkve u Hrvata 15. travnja 1987. godine. Nalazi se u Dubovcu, podno istoimenog starog grada iz 13. stoljeća.

## Povijest
Hrvatski sabor na svom zasjedanju 9. i 10. lipnja 1687. godine proglasio je sv. Josipa zaštitnikom Hrvatskoga Kraljevstva odnosno Zaštitnikom Domovine i hrvatskog naroda. Točnije, u saborskom protokolu od tih dana, na latinskom jeziku piše: „Sveti Josip, Krista Spasitelja vjerni branitelj, Djevice Bogorodice djevičanski zaručnik, za posebnog zaštitnika Kraljevine Hrvatske u Državnom saboru godine 1687. od redova i staleža jednoglasno je odabran.”
Svijest o tome nije osobito zaživjela, ali su hrvatski biskupi na svom zasjedanju u Splitu 1972. godine rekli "da je odluka Hrvatskog sabora iz 1687. god. i sada na snazi, jer Sabor nije imao u vidu apstraktno hrvatsko kraljevstvo, nego hrvatski narod, koji nadživljuje sve peripetije oko svoga suvereniteta…". Tada je Hrvatska biskupska konferencija donijela odluku da se osobito mora štovati u Hrvatskoj. To je proglašenje na prijedlog zagrebačkog biskupa Martina Borkovića bilo pravovaljano sa svjetovne i crkvene strane, i kasnije nije nikada osporeno.
Gradnja crkve sv. Josipa započela je 1968. godine. Kamen temeljac blagoslovio je tadašnji pomoćni biskup Franjo Kuharić 14. srpnja 1968., a crkvu je posvetio 15. rujna 1974. godine nadbiskup Franjo Šeper. Glavna projektantica bila je dipl. arh. Josipa Šponar Muth. Na ulazu u svetište, na parkovnoj površini, nalazi se skulptura "Umornog putnika" – "Hodočasnika".

## Štovanje
Hodočasnici najviše dolaze 19. ožujka (svetkovina sv. Josipa) kad je glavno proštenje, kojemu prethodi devet srijeda priprave (Veliika devetnica sv. Josipu) i 1. svibnja (svetkovina sv. Josipa radnika). Proštenja završavaju u rujnu, kad se 15. rujna slavi Posvetilo crkve. Svetište je gradio i vodio sve do 1999. godine župnik mons. Marijan Radanović, koji je izdavao i Glasnik sv. Josipa četiri puta godišnje.
Sveti Josip odlukom Gradskog poglavarstva Grada Karlovca 1990. postaje zaštitnikom grada Karlovca.
Slika iz Nacionalnog svetišta sv. Josipa bila je motiv plakata i letaka za Tridesetodnevnicu za Hrvatsku i hrvatski narod 2017.
U sklopu svetišta nastala je pobožnost „Vijenac Prečistog Srca Josipova”, koju čine molitveni vjenčići koji se sastoji od 31 molitelja, voditelja i duhovnika. Svaki član zadužen je, da određeni dan u mjesecu ima svoj molitveni dan na određene nakane, koji se sastoji od krunice, dolaska na svetu misu, pričesti, ispovijedi, a ako je moguće i od posta. Do kolovoza 2022., nastalo je oko 75 molitvenih vjenčića u Hrvatskoj i nekoliko izvan nje. Nadalje, u sklopu svetišta djeluje i Bratovština svetog Josipa za pomoć umirućima.
Svetište je između 2015. i 2019. posjetilo oko 210 000 hodočasnika. Tijekom 2023., svetište je posjetilo 80 000 vjernika.

## Povezano
- Oratorij sv. Josipa
- Hrvatsko nacionalno svetište Majke Božje Bistričke
- Hrvatsko nacionalno svetište sv. Nikole Tavelića
- Svetište bl. Marije Petković u Blatu

## Vanjske poveznice
Mrežna mjesta
- Nacionalno svetište Svetog Josipa, službeno mrežno mjesto